# 范澎
范澎（越南语：／，1827年—1887年），字季湛，是越南在法国殖民时期的一位独立运动家。

## 生平
范澎是清化省厚禄县登場總張舍社（今屬清化省厚祿縣和祿社）人，明命八年（1827年）出生，父親是宣光布政使范溥，兄長是榜眼范清。嗣德十七年（1864年），范澎参加清化場乡试，考中举人。授翰林院編修，領清化督學。後官至乂安按察使。
同慶元年（1886年），范澎得知尊室说和咸宜帝发动勤王运动的消息后，与军官丁功壮一起在清化省峨山县发起巴亭起义，反对法国殖民统治。巴亭起义军曾给法国以沉重打击，但在1887年失败，他与丁功壮一起被处死。
今天河内市的巴亭广场就是为了纪念巴亭起义而命名的。